# Musée d’Art et d’Histoire Romain Rolland

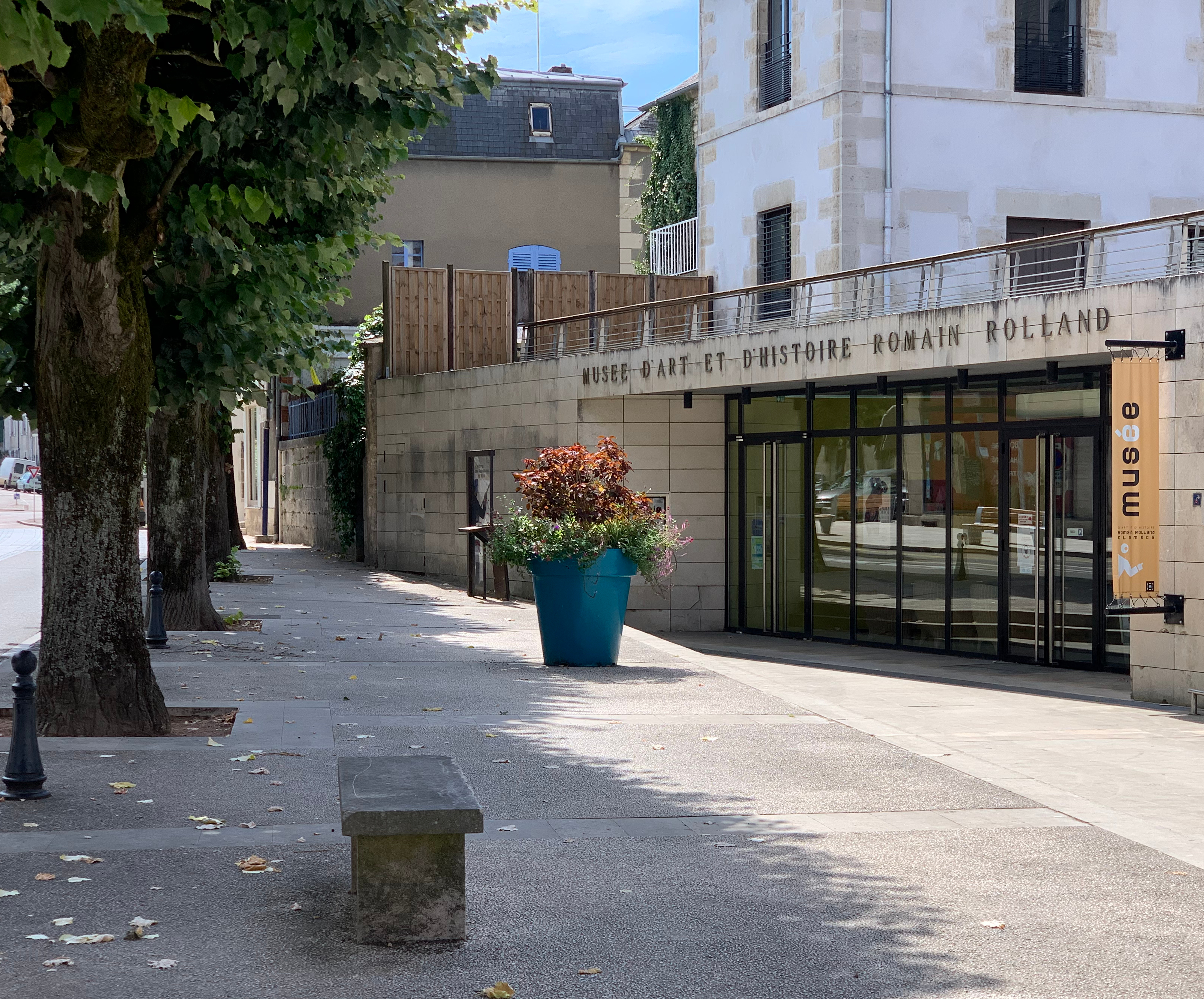
Museumseingang

Das Musée d’Art et d’Histoire Romain Rolland ist ein Mehrspartenmuseum in Clamecy im französischen Département Nièvre. Untergebracht ist es im Hôtel de Bellegarde und dem angrenzenden Geburtshaus des Schriftstellers und Literaturnobelpreisträgers Romain Rolland. Es hat den Status eines Musée de France.

## Geschichte
Das Museum wurde 1876 auf Anregung der Gemeindeverwaltung gegründet und zunächst in einem Raum des Rathauses untergebracht. Am 30. Dezember 1876 wurde es der Öffentlichkeit zugänglich gemacht. Erster Leiter war der Maler Amédée Jullien (1819–1887), der die Sammlungen sukzessive aufbaute. Gezeigt wurden Malerei, Kuriosa und Fayencen. Nach Julliens Tod wurde 1888 der Bildhauer Émile Boisseau (1842–1923) sein Nachfolger. Unter seiner Ägide zog das Museum 1909 in das neue Gebäude der Sparkasse von Clamecy um, wo ihm das zweite und ein Teil des dritten Obergeschosses eingeräumt wurden. 1926 folgte der Schriftsteller Victor Gautron du Coudray (1868–1957) als Museumsleiter. Er verstärkte die regionale Ausrichtung des Sammlungskonzepts.
1962 musste das Museum die Sparkasse räumen. Ein neues Domizil fand es 1967 im ehemaligen Anwesen des Herzogs von Bellegarde aus dem 17. Jahrhundert, zunächst nur in einem Raum, später im gesamten Gebäude, wo es um Erinnerungsstücke an Romain Rolland ergänzt wurde. Seit 1988 trägt es den Namen des in Clamecy geborenen Schriftstellers. Zur Erweiterung der Ausstellungsfläche erwarb die Stadtverwaltung 1990 zwei benachbarte Gebäude: das Geburtshaus von Romain Rolland und das seines Großvaters mütterlicherseits Edme Courot. Ab 1996 wurde das Museum komplett renoviert und vor dem Hôtel de Bellegarde und den erworbenen Gebäuden ein moderner Erweiterungsbau errichtet. 2003 und 2005 wurden die neuen Räume des Museums nacheinander eingeweiht.

## Sammlungen
Das Museum verfügt über eine Vielzahl von Sammlungen, darunter:
- eine ständig aktualisierte Dauerausstellung,
- eine archäologische Abteilung mit galloromanischen Objekten aus Compierre, Entrains-sur-Nohain und Chevroches sowie Funden der Merowingerzeit aus Brèves,
- französische, niederländische und italienische Malerei des 16. bis 20. Jahrhunderts,
- Plakate von Charles Loupot,
- Fayencen aus Nevers und Clamecy vom 17. bis 20. Jahrhundert,
- den Romain-Rolland-Fonds,
- Erinnerungen an die Flößerei, die vom 16. bis 19. Jahrhundert in Clamecy eine große wirtschaftliche Bedeutung hatte.